# جیمز تاون، میسوری
جیمز تاون (به انگلیسی: Jamestown) یک روستا (ایالات متحده آمریکا) در ایالات متحده آمریکا است که در شهرستان مونیتو واقع شده‌است.
 جیمز تاون ۲٫۶۱ کیلومتر مربع مساحت و ۳۸۶ نفر جمعیت دارد و ۲۶۶٫۰۹ متر بالاتر از سطح دریا واقع شده‌است.